# Viaduc des Égratz
Le viaduc des Égratz est un viaduc routier de France situé à Passy, en Haute-Savoie, et emprunté par la route nationale 205. Ce pont construit de 1977 à 1981 et ouvert à la circulation en 1982 est destiné à dédoubler l'ancienne route construite à flanc de montagne, dite « descente des Égratz », et faciliter ainsi la circulation entre la nouvelle autoroute A40 et le tunnel du Mont-Blanc, ouvert à la circulation en 1965. Le viaduc est emprunté par la voie express montante tandis que l'ancienne route, aujourd'hui à sens unique, sert de chaussée descendante.
Le viaduc est emprunté par 10 000 véhicules par jour (données 2018). L'entretien et les travaux sont assurés par Autoroutes et tunnel du Mont-Blanc, société qui a la charge du viaduc.

## Description

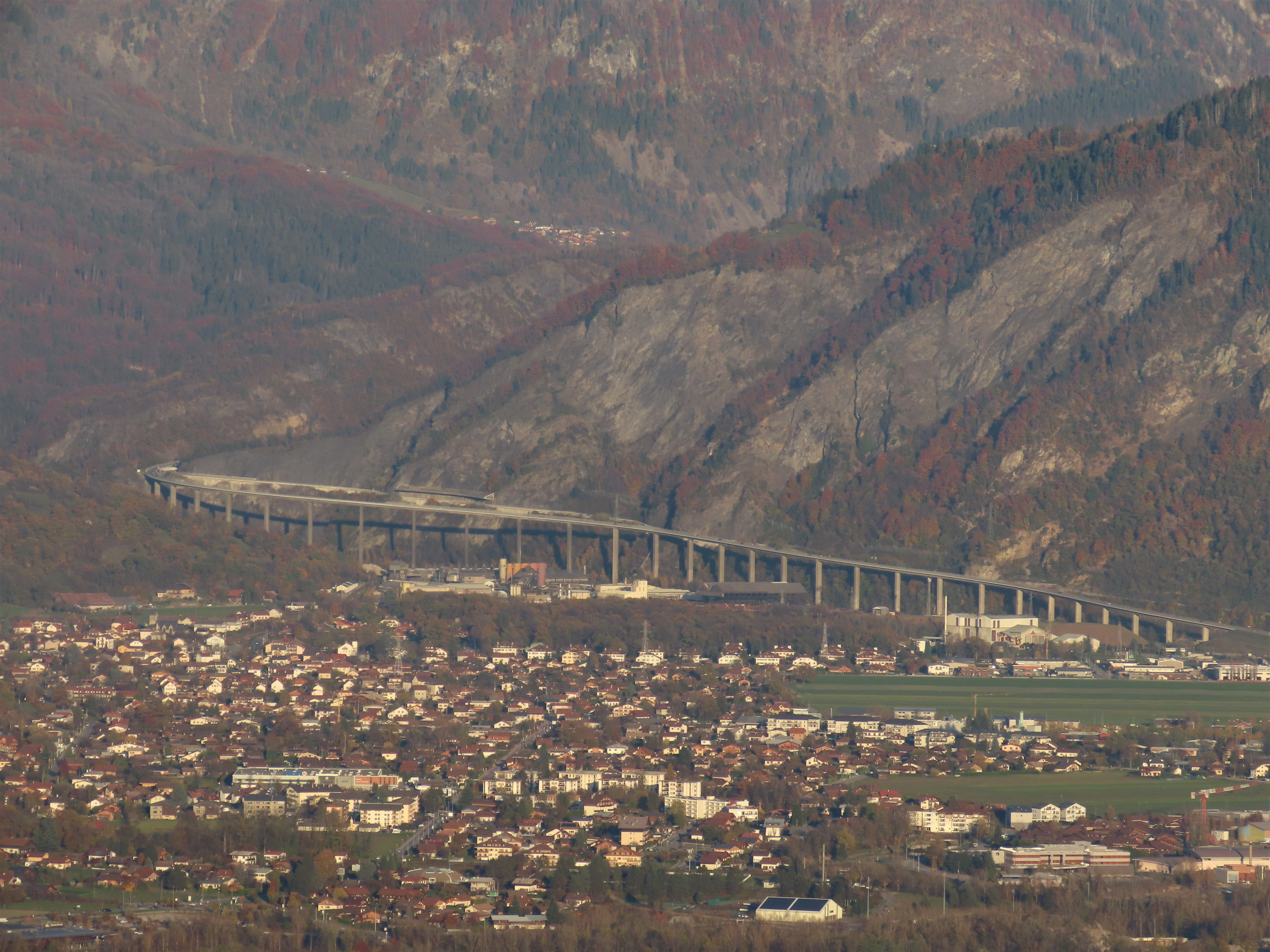
Le viaduc des Égratz vu depuis Combloux au sud-ouest.

Le viaduc des Égratz est situé en France, en Haute-Savoie, sur la commune de Passy. Il permet de franchir le dénivelé important, environ 200 mètres, créé par les gorges de l'Arve entre la vallée de Chamonix en amont et la vallée de l'Arve en aval,.
La route nationale 205 qui l'emprunte débute au demi-échangeur qui se trouve dans le hameau de l'Abbaye, sur la commune de Passy, dans la continuité de l'autoroute A40, en rive gauche de l'Arve. Après le croisement des deux chaussées correspondant aux deux sens de circulation puis le franchissement de l'Arve pour la chaussée montante — la chaussée descendante restant en rive gauche —, le viaduc commence par une rampe en terre-plein de plusieurs centaines de mètres de longueur. Ce n'est qu'à la hauteur du hameau de Chedde, après avoir dépassé la centrale électrique de Passy et le parc d'activités économiques du Pays du Mont Blanc, que débute le viaduc des Égratz proprement-dit. Sur une distance de 1 470 mètres, des poutres-caissons supportées par des piles s'élèvent jusqu'à 68 mètres de hauteur. Après avoir franchi une première fois l'Arve, la grande courbe qui caractérise l'ouvrage la fait franchir une deuxième puis une troisième fois la rivière, s'écartant de la montagne afin de s'engouffrer dans les gorges. En cet endroit où le viaduc des Égratz se termine, la chaussée montante repose brièvement sur un éperon rocheux descendant de la tête Noire, séparée de la chaussée descendante par un mur en courbe de plusieurs mètres de hauteur et d'épaisseur, prévu pour contenir la course d'un véhicule dont le conducteur aurait perdu le contrôle dans la première partie de la descente. La chaussée montante emprunte immédiatement après un second pont en dessous duquel passe la ligne de Saint-Gervais-les-Bains-Le Fayet à Vallorcine (frontière) puis, après un court passage en appui sur la montagne des Gures, la chaussée emprunte un second viaduc qui survole une seconde fois la voie de chemin de fer ainsi que la centrale électrique de Servoz avant de se prolonger par un terre-plein puis un pont permettant aux deux chaussées de retrouver après environ cinq kilomètres un sens de circulation à droite au niveau du lieu-dit du Châtelard.
Le tracé du viaduc, sa hauteur et son architecture donnent l'impression de survoler le hameau de Chedde et notamment l'usine située en bordure de l'Arve mais en réalité, le pont évite soigneusement toute construction, la seule installation véritablement survolée est une zone de stockage de matériaux de l'usine en dessous de la grande courbe du viaduc.

## Caractéristiques techniques

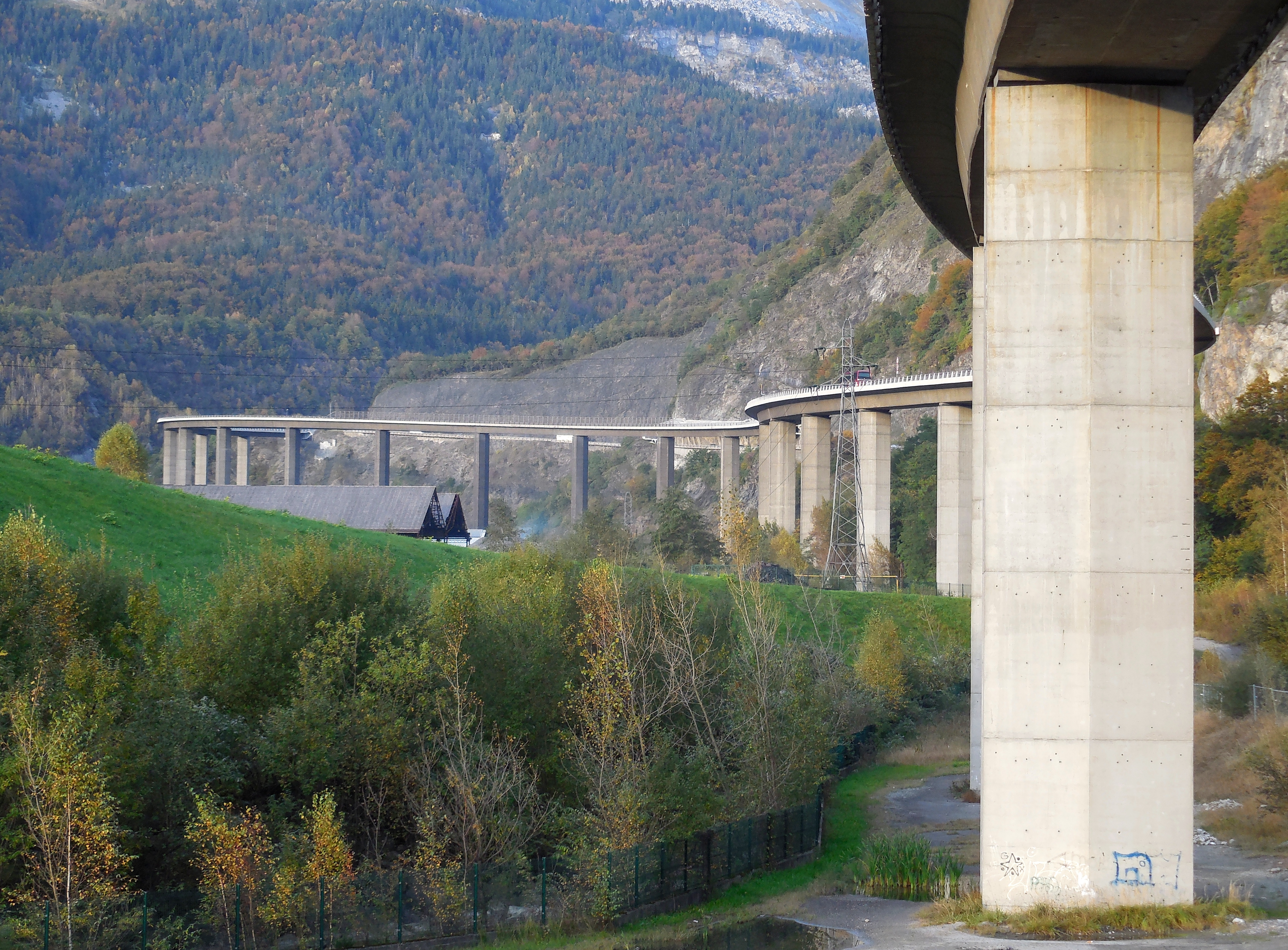
Le viaduc des Égratz vu depuis son extrémité sud, montrant les piles et les tabliers.

Le viaduc des Égratz est formé de quatre tabliers comportant chacun six travées, sauf le dernier qui en comporte douze. Chacun de ces tabliers est une poutre continue en béton précontraint. Ils ont été construits avec un cintre auto-lanceur. Les piles, qui sont des tubes creux à section hexagonale, sont fondées tantôt sur semelles superficielles, tantôt sur des puits. Le caisson des tabliers est d'une hauteur constante. La pente de la chaussée est de 6,5 %. Le second pont au-dessus de la voie de chemin de fer mesure 186 mètres de longueur en quatre travées et le second viaduc entre l'éperon des Égratz et le tunnel du Châtelard mesure 544 mètres de longueur en onze travées.     

## Sens de circulation

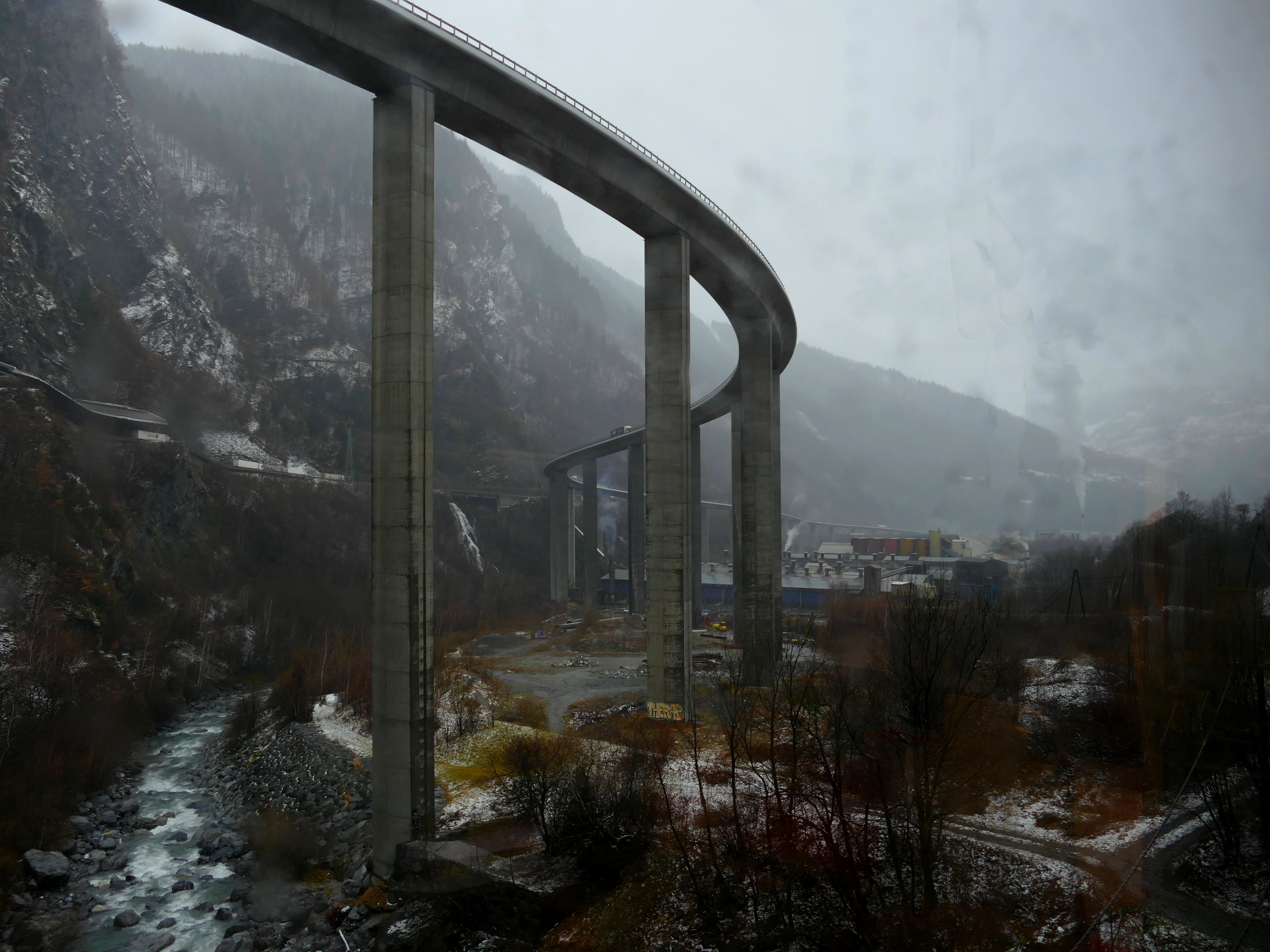
Vue de l'usine située sous le virage du viaduc des Égratz à la sortie des gorges.

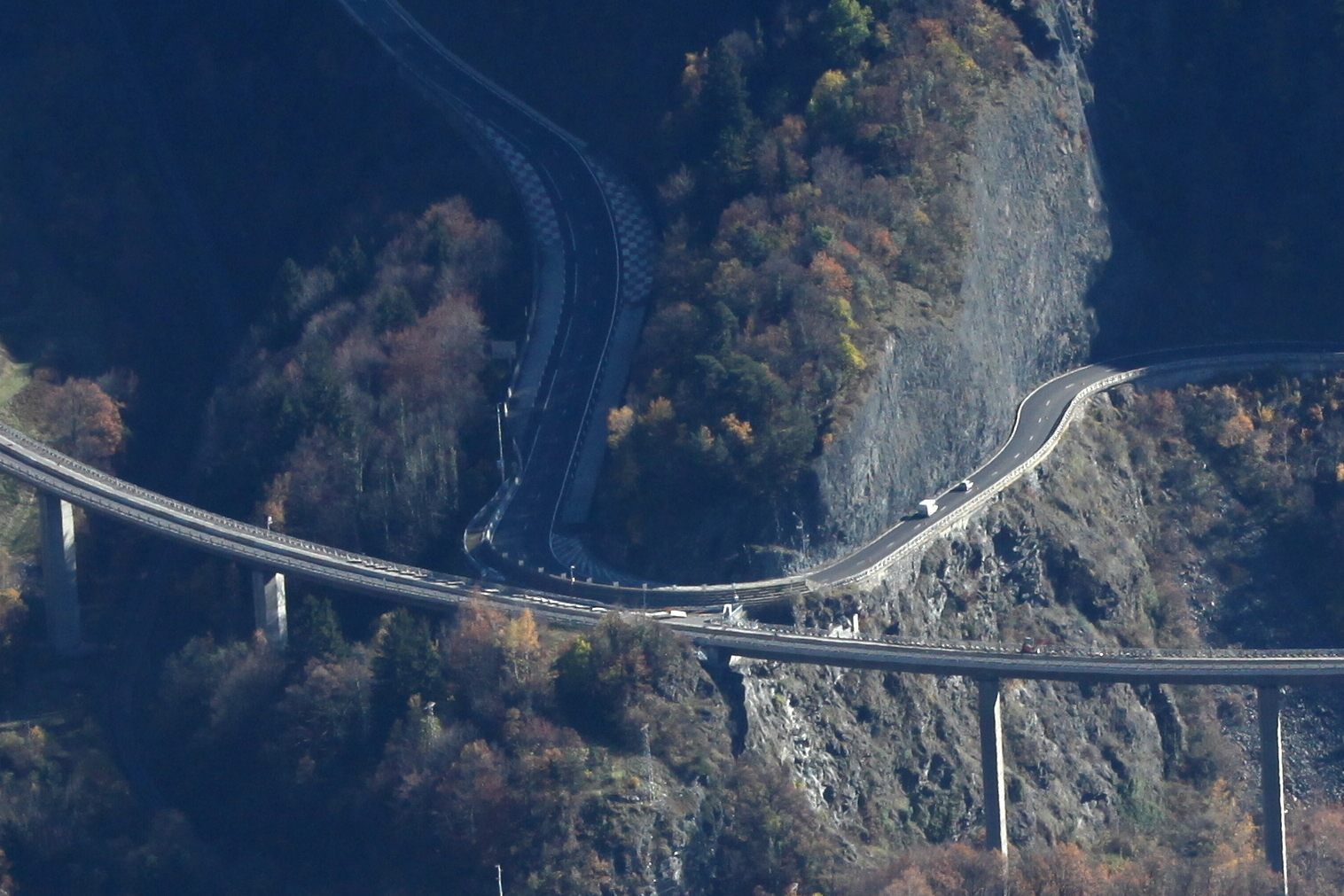
Vue de la partie amont du viaduc et du virage en lacet de la descente des Égratz à l'endroit de l'éperon rocheux descendant de la tête Noire ; le mur en béton séparant les deux voies ainsi que les deux voies de détresse de part et d'autre de la double voie à sens unique en descente sont visibles.

L'une des particularités de cette section de la route nationale 205 est de présenter, sur environ cinq kilomètres, une inversion des chaussées ce qui donne l'impression visuelle d'un sens de circulation à gauche alors que le code de la route français stipule que la conduite à droite est la norme. Ainsi, les véhicules empruntant le viaduc se retrouvent avec les véhicules allant dans le sens opposé sur leur droite et non sur leur gauche ; de même, les véhicules empruntant la descente à flanc de montagne ont le viaduc sur leur droite. Malgré l'intervertissement des chaussées, le Code de la route reste bien le même que sur le reste du réseau routier français : sur chaque chaussée, la circulation des véhicules se fait sur la voie la plus à droite, les dépassements sur celle de gauche et la signalisation horizontale et verticale est conforme au reste du réseau des voies rapides françaises.
Cette situation est liée à la présence d'un risque élevé d'accident routier et industriel si la position des chaussées l'une par rapport à l'autre était respecté : les véhicules en descente, de surcroit les poids lourds, seraient alors confrontés à un virage à la courbe relativement resserrée en bas d'une descente de 7 % environ, les exposant à une chute de plusieurs dizaines de mètres de hauteur et leur possible écrasement sur une usine classée Seveso. Afin d'éviter un tel évènement, la position des chaussées est inversée entre l'Abbaye et le Châtelard à l'aide de deux ponts. Le trafic montant emprunte le viaduc, permettant aux véhicules d'aborder sereinement le virage à l'entrée des gorges tandis que le trafic descendant emprunte l'ancienne route à flanc de montagne, l'éventuel emballement d'un véhicule étant sécurisé par deux voies de détresse juste avant le virage en épingle à la sortie des gorges dont la glissière de sécurité extérieure laisse place à un imposant mur en béton armé de plusieurs mètres de hauteur et d'épaisseur ; le reste de la descente s'effectue selon une route de montagne classique, à la différence que le trafic emprunte les deux voies de circulation à sens unique.
Cette singularité prend temporairement fin lorsque, à la faveur de travaux, les deux sens de circulation se retrouvent sur la même chaussée. Si le viaduc est fermé, la descente des Égratz à flanc de montagne repasse à double sens — configuration que cette portion de la route présentait avant l'ouverture du viaduc —, ce qui n'entraîne aucun risque accidentogène particulier par rapport à d'autres routes de montagne. En revanche, si la descente des Égratz est fermée, la totalité du trafic montant et descendant est reportée sur le viaduc qui passe alors à double sens. Les véhicules en descente se retrouvent ainsi dans la configuration que l'inversion des chaussées permet d'éviter, à savoir un risque accru de chute d'un véhicule du viaduc. Une attention particulière est alors prise concernant les conditions de circulation, notamment la limitation de vitesse de certaines catégories de véhicules qui est alors fortement réduite ainsi qu'une signalisation routière verticale renforcée.

## Histoire
La route sur le flanc occidental de la tête Noire construite sous le Second Empire entre 1861 à 1866 se révèle sous-dimensionnée avec l'accroissement du trafic au cours du XXe siècle lié à l'ouverture du tunnel du Mont-Blanc en 1965 et le prolongement de l'autoroute A40 jusqu'à sa position actuelle à Passy à 1976, le tout couplé à l'augmentation de l'activité économique et touristique des différentes vallées. L'aménagement de la route nationale en voie rapide dans le prolongement de l'autoroute débute en 1977 et le viaduc est inauguré le 22 décembre 1981 par le ministre des Transports Charles Fiterman.
Il fut alors décidé que le viaduc serait utilisé dans le sens de la montée et que l'ancienne route le serait dans le sens de la descente. Les accès sont rapidement modifiés en conséquence, repoussant de quelques mois l'ouverture à la circulation au début 1982.

## Dans la culture
Le viaduc des Égratz apparait lors de prises de vues aériennes dans le film britannique de 2016 Un traître idéal.

### Sources
- M. Chauzi, « Aménagement de la route express Le Fayet - Les Houches. Viaducs des Egratz », Conférence La Technique française du béton précontraint, IXe Congrès de la Fédération internationale de la precontrainte (FIP), Stockholm, 1982 (Article accessible (payant) sur structurae.net)
- Bulletin technique de l'Association française de génie civil (AFGC), 1980
- « Le viaduc des Egratz », Travaux, n° de janvier et mai 1982